# 수확 체감
수확 체감 또는 한계생산 감소(diminishing returns)는 경제학 용어로서, 일정 크기의 토지에 노동력을 추가로 투입할 때, 수확량의 증가가 노동력의 증가를 따라가지 못하는 현상을 말하며, 일반화하여 수확 체감의 법칙이라고도 한다. 이 개념을 제조 분야에 적용하면, 제품을 더 많이 생산하기 위해 드는 단위당 비용이 점차 증가하는 현상이라 할 수 있다. 이것을 상대 비용 체증의 법칙(law of increasing relative cost) 또는 기회 비용 체증의 법칙(law of increasing opportunity cost)이라고도 한다. 수확 체감은 겉보기에는 경제적인 개념이지만, 기술적인 관계도 암시하고 있다. 수확 체감의 법칙은 기업의 단기 한계 비용 곡선이 증가하게 되는 것을 설명할 수 있다.

## 역사
수확 체감에 대한 개념이 처음 제기된 시점으로 거슬러 올라가 보면 초기의 경제학자들이 이에 대해 염려하고 있었음을 알 수 있다.
토머스 맬서스와 데이비드 리카도는 19세기 잉글랜드에서 토지가 한정되어 있기 때문에 수확 체감이 일어나는 것이라 생각했다. 농업의 생산량을 증가시키려면, 경작 면적을 늘리거나 기존의 토지에서 좀 더 집중적인 생산 수단을 사용할 필요가 있다. 어느 쪽으로 진행하든, 농업 생산량을 향상시키는 데 드는 비용이 점점 커지기 때문에, 맬서스와 리카도는 농업 생산량의 증가가 인구 증가를 따라잡지 못하게 될 것이라고 예측했다.

## 법칙 개요
수확 법칙은 모든 경제조직의 기반인 생산에 대한 기술적인 법칙이다. 즉 생산은 생산요소의 투입으로 행하여지고 수확법칙은 생산물과 생산요소의 관계에 대한 규정인 것이다.  수확법칙은 먼저 리카도에 의하여 수확체감의 법칙으로 탄생되었다. 이것은 농업생산에 대해서 고찰한 것인데, 일정 면적의 토지에 투입되는 노동량이 증가하면 할수록 그 단위당 수확은 감소한다는 것이다. 리카도는 이 사실에 입각하여 이윤율의 저하 경향에 따른 자본주의 경제의 침체를 주장하였다.  그러나 이 수확체감의 법칙은 단순히 농업에서만이 작용하는 것이 아니고 다른 산업에도 작용한다고 인정되고 있다. 다만 농업과는 달리 다른 산업(서비스 유통 부문은 제외)은 끊임없는 기술의 진보를 하고 있기 때문에 수확체감의 법칙은 농업에 있어서는 장기적으로도 작용하지만 다른 산업에서는 대체로 단기적으로 작용한다는 차이점이 있다.
이 수확법칙을 엄격하게 규정해 보기로 하자. 생산물을 O라 하고 생산요소인 토지를 D, 노동을 L, 자본을 K라는 기호를 쓰면 생산물과 생산요소 사이의 관계는 다음과 같은 생산함수 관계로서 표시할 수 있다.    O=F(L, K, D)  이 생산함수를 기초로 하여 수확법칙을 규정하여 보겠다. 그런데 수확법칙에는 두 종류가 있다. 하나는 생산의 규모에 관한 수확법칙이고 다른 하나는 생산요소에 관한 수확법칙이다. 먼저 생산 규모에 관한 수확법칙부터 살펴본다. 이것은 생산요소 L, K, D를 같은 비율로 2배, 3배로 하여 가는 경우에 생산물은 어떻게 변하여 가는가에 따라 규정된다. 여기에는 ① 규모에 관하여 수확불변, ② 규모에 관하여 수확체증 ③ 규모에 관하여 수확체감의 3종류가 있다. ① 은 생산요소를 각각 2배, 3배로 하면 그에 따라 생산물도 2배, 3배로 증가하는 것을 의미한다. 이것은 신고전파(新古典派)의 생산함수 분석에서 가장 대표적인 가설이며 신고전파 이론의 설정에 중요한 역할을 수행하였다. 예를 들면 한계 원리에 의한 생산물의 생산요소간에 있어서 완전분배의 이론이 곧 그것이다(限界生産力說). 다음으로 ②는 생산요소를 2배, 3배로 함에 따라서 생산물은 그 배율 이상으로 증대한다는 것이다. 이것은 대규모 생산의 이익으로서 주지하는 명제이다. 이에 대해서는 다음 항목 ‘규모의 이익’에서 상세하게 설명하겠다. 마지막으로 ③ 은 ② 와 반대로 생산요소를 2배, 3배로 하여도 생산물은 그 배율 이하로밖에 증가하지 않는다는 것이다.
다음으로 규모는 일정하게 두고 생산요소 사이에 볼 수 있는 수확법칙에 대하여 살펴보자. 이것은 다른 생산요소, 가령 토지와 자본을 일정하게 두고 노동만을 변화시키면 생산물이 어떻게 변화하여 가는가에 관한 규정이다. 이것도 역시 ① 요소의 수확불변, ② 요소의 수확체증, ③ 요소의 수확체감으로 구별된다. 현실적으로는 ①, ② 보다도 ③ 인 수확체감의 케이스가 지배적일 것이다. 전술한 리카도가 주장한 수확체감의 법칙은 이 ③인 요소의 수확체감일 경우에 해당된다. 이것은 신고전파 이론의 설정에 있어 균형의 안정성을 규정함에 중요한 구실을 하고 있는 것이다.

## 간단한 예
1킬로그램의 씨앗을 일정 면적의 토지에서 경작하여 1톤의 작물을 수확할 수 있다고 가정해보자. 같은 면적에 추가로 1킬로그램의 씨앗을 더 심으면, 수확도 2배가 되어 2톤의 작물을 수확하게 될 것이라고 예상할 수도 있다. 그러나, 여기에 수확 체감이 발생한다고 하면, 씨앗을 1킬로그램 늘려도(다른 조건을 동일하며 심는 씨앗의 양만을 늘릴 경우), 수확의 증가량은 1톤보다 적게 된다. 예를 들어, 씨앗을 1킬로그램 늘려도 수확량은 0.5톤 밖에 증가하지 않는다고 하는 경우를 생각해보라. 수확체감의 법칙에 따르면, 씨앗을 한번 더 1킬로그램 늘려 총 3킬로그램을 심을 경우, 그에 따라 증가하는 수확량은 0.5톤보다 적게 된다.(예를 들어, 0.25톤)
경제학에 있어서의 한계 주의란, 생산 시스템의 생산성의 한계를 추정하는 것을 의미한다. 위에서 다룬 3가지 시나리오로, 수확량은 씨앗 1킬로그램의 경우는 1톤, 처음 1킬로그램 추가했을 때 수확의 증가량은 0.5톤, 한번 더 1킬로그램 추가했을 때 수확의 증가량은 0.25톤이 된다. 따라서, 씨앗의 한계생산물(MPP)은 심는 씨앗의 총량이 증가함에 따라 감소한다. 이 예에서 한계생산물은 추가된 씨앗의 양으로 증가한 수확량을 나눈 것과 동일하다.
수확 체감의 결과로서, 총투자량을 늘렸을 때, 총투자에 대한 총투자 회수율(제품 또는 수확의 평균)이 점점 감소한다. 최초의 1킬로그램의 투자에 대해서 투자 회수율은 1 t/kg이며, 2킬로그램의 투자에 대해서는 1.5/2 = 0.75 t/kg, 3킬로그램의 투자에 대해서는 1.75/3 = 0.58 t/kg이 된다.

## 수확 체감은 보편적인 현상인가?
수확체감의 법칙은, 한가지 자원의 투입량이 증가할 때(다른 자원의 투입량은 일정한 경우) 자원 투입량 당 한계생산물이 줄어드는 것을 나타낸다. 일반적으로 수확 체감은, 초기의 한계수익이 증가한 이후의 현상을 설명하는 것이다. 따라서, 그것이 보편적인 법칙이라고 할 수는 없다.
특수한 상황에서는 한계수익이 증가하는 예가 있다. 팩시밀리는 단 1대만 홀로 있다면 아무 쓸모가 없지만, 2대가 있으면 메시지를 교환할 수 있고, 수량이 증가함에 따라 메시지 교환 경로는 많아진다. 그러나, 어느 정도 수준까지 팩시밀리가 널리 보급되고 나면, 교환 경로가 증가하여도 편의성은 별로 향상되지 않게 된다. 예를 들어 가까운 장소에 여러 대의 팩시밀리가 있어도 그다지 편리하지 않는 경우와 같다. 그리고 문서의 송수신이 완료될 때까지 걸리는 시간도 고려해야 한다. 현재 송수신을 하고 있는 팩시밀리에, 다른 팩시밀리가 송신하려고 하면 접속이 되지 않아서 송신해야 할 문서가 쌓이게 될 것이다.

## 같이 보기
- 수확 가속
- 한계 효용 체감의 법칙 - 수확 체감의 법칙과는 분명히 차이가 있다.
- 규모의 경제
- 기회 비용